# 나카구 (히로시마시)
나카구(일본어: 中区)는 일본 히로시마현 히로시마시의 중심부에 위치하는 구이다. 행정적으로는 히로시마시는 물론 히로시마현·주고쿠 지방 전체의 중추부이기도 하다.

## 지리
히로시마 시내를 남쪽으로 흐르는 오타강 하류 삼각주 지대를 차지하고 동쪽은 교하시강을 경계로 히가시구, 서쪽은 덴마강을 경계로 니시구와 접한다. 남쪽은 히로시마만(세토 내해)에 접해 에바 지구에서는 굴 양식이 번성하고 임해부의 매립지에는 미쓰비시 중공업 등의 공장이 입지한다. 구 중앙부를 동서로 평화 헤이와오도리(平和大通り)가 관통하고 북부는 각종 관공서가 많다.
구역의 전역이 삼각주상에 있어 다른 구와의 육지상의 경계선을 가지지 않는다. 이것은 오사카시 다이쇼구도 마찬가지이다.

## 교통

### 철도
- 히로시마 전철
  - 본선
  - 에바선
  - 요코가와선
  - 하쿠시마선
  - 우지나선

- 히로시마 고속 교통
  - 히로시마 신교통 1호선

### 도로
- 국도 제2호선
- 국도 제54호선
- 국도 제183호선

### 항구
- 히로시마항

## 관광
- 히로시마성
- 슛케이엔
- 원폭 돔
- 히로시마 평화기념공원